# 吴腾林
吴腾林（羅馬化：U Htein Lin；汉名：林道德），是缅甸少数民族地方割据政权领袖，现任缅甸掸邦东部第四特区（简称四特，俗称小勐拉）主席和掸邦东部民族民主同盟军（NDAA）司令。他还兼任第四特区事实上的治理机构——和平与团结委员会（PSC）主席。

## 生平
吴腾林是吴再林（俗称林明贤）的长子，在父亲因健康原因正式退休后，继承了重要的领导职位，如和平与团结委员会书记处总书记、代主席以及掸邦东部民族民主同盟军总司令等。自1989年缅甸掸邦东部第四特区成立以来，吴再林一直担任第四特区领导人，并一直担任和平与团结委员会主席，直至2024年8月7日去世，吴腾林随后担任第四特区主席。
吴腾林精通缅甸语、掸语和汉语（西南官话），他的多语言背景源于第四特区复杂的多民族环境以及临近中国。

## 军政事业
和平与团结委员会（PSC）成立于1989年，前身为掸邦东部军事政治委员会，吴腾林最早于2016年起担任该委员会总书记，在正式成为和平与团结委员会主席之前就已处理该地区的大部分政治行政事务。
作为缅甸掸邦东部第四特区主席，他管辖着勐拉镇区（涵盖勐拉县、南板县和色勒县），第四特区享有近乎完全的自治权，但名义上受缅甸联邦和掸邦政府管辖。
作为掸邦东部民族民主同盟军（NDAA）的总司令，他与其他少数民族军队一起成为联邦政治谈判协商委员会（FPNCC）的成员。

## 家族
吴腾林是吴再林的长子，其母亲是吴再林的第一任妻子。他的继母是彭新春，彭家声之女。
吴腾林在其父退休去世后继承父业，巩固了政治和军事权力，并延续了该地区的家族式领导模式。

## 统治影响
缅甸掸邦东部第四特区实行中国模式，官方使用西南官话、缅语以及当地少数民族语言，其经济以跨境贸易、旅游、赌场和农业为主。长期以来，该地区一直因非法野生动物贸易和毒品贩运而受到批评，导致中国定期关闭边境。
在吴腾林的领导下，掸邦东部民族民主同盟军和和平与团结委员会与中国、老挝和越南保持着密切联系，并与果敢和佤邦等其他少数民族武装组织密切合作。据报道，吴腾林政府尤其支持缅甸民族民主同盟军开展1027行动等军事行动，包括提供后勤援助，甚至隐蔽地派兵参战。